# Romuald Thomas
Romuald Thomas (ur. 18 czerwca 1922, zm. 23 stycznia 1998 w Carmichael) – polski wioślarz, olimpijczyk z Helsinek 1952.
Reprezentant AZS Kraków. Na igrzyskach olimpijskich w 1952 r. startował w dwójce ze sternikiem jednak bez powodzenia. Osada odpadła w eliminacjach. Osadę tworzyli razem z nim Czesław Lorenc i Zdzisław Michalski.